# Mas de Sant Martí
Mas de Sant Martí és una masia del municipi d'Espolla inclosa en l'Inventari del Patrimoni Arquitectònic de Catalunya.

## Descripció
Situat al nord del nucli urbà de la població d'Espolla, a uns sis quilòmetres de distància i molt proper a l'església de Sant Martí de Baussitges.
Masia formada per tres edificacions adossades que li proporcionen una planta irregular. L'habitatge és rectangular, amb la coberta de teula de dos vessants i distribuït en planta baixa i pis. Presenta un cos adossat a la façana principal, orientada a migdia, format per una esvelta arcada de mig punt bastida amb lloses de pedra disposades a sardinell, que donen pas al portal d'accés. Aquest cos està cobert per una terrassa al pis a la que s'accedeix mitjançant unes escales de pedra exteriors, situades a la banda de ponent. El portal d'accés a l'interior és rectangular i està emmarcat amb carreus de pedra ben desbastats. La resta d'obertures presents a l'edificació són rectangulars, algunes conserven els emmarcaments de pedra originals, d'altres són fetes de maons i, per acabar, hi ha les reformades. Adossat a l'extrem de llevant de la façana principal hi ha un petit cos amb la coberta d'un sol vessant i dues plantes, amb un portal d'arc rebaixat de maons a la planta baixa i una finestra rectangular, també de maons, al pis. L'últim cos de la construcció està situat a migdia i està destinat als corrals del mas. De planta rectangular, amb la coberta d'un sol vessant i una única planta, presenta grans arcades rebaixades bastides amb pedra situades al parament de migdia de la construcció.
L'edificació està bastida amb pedra sense treballar de diverses mides, disposada regularment i lligada amb abundant morter de calç.

## Història
El mas de sant Martí de Baussitges queda integrat dins l'antic poblat de Baussitges, que era format per diferents masies disperses per les terres de l'Albera, a l'alta vall de la Reguarda o riera de sant Genís. Aquest poblat va ser cap de municipi independent: Baussitges era un ens local independent a la fi de l'Antic Règim, però va ser incorporat al municipi d'Espolla el 1846. Les masies quedaven sota la jurisdicció de l'església parroquial de Sant Martí de Baussitges, consagrada des de l'any 946.
Es té coneixement de què els alous a Freixe, Baussitges i Requesens pertanyien al comte Gausfred d'Empúries i Rosselló, el qual els va deixar en testament al seu fill Guislabert.
L'any 1218, el comte Hug d'Empúries va cedir al priorat de Santa Maria del Camp part del delme d'aquesta parròquia, a més del domini directe del mas de Freixe. L'any 1219 apareix la parròquia com a domini del monestir de sant Quirc de Colera, possessió que queda posteriorment confirmada l'any 1246. L'any 1278 Berenguer de Llancà va adquirir del comte d'Empúries les possessions de la parròquia de Baussitges. El fill d'aquest, un cop heretada la parròquia, la va vendre al monestir de Santa Maria de Vallbona. L'any 1362 consta que la parròquia de Freixe va quedar unificada a la de Sant Martí de Baussitges. Ja a finals del segle xvii la parròquia no figura en la relació d'esglésies en ús, a causa del despoblament del territori que controlava, per la qual cosa va perdre el culte i va ser abandonada. Actualment es troba sense culte i com a propietat privada dels amos de Can Corbera.
Encara que no es tenen notícies històriques directes de quan es va bastir el mas, per la seva tipologia s'ha d'enquadrar cronològicament entre els segles xvii i XVIII.